# Pedro Abad
Pedro Abad település Spanyolországban, Córdoba tartományban. Pedro Abad Adamuz, Montoro, Bujalance és El Carpio községekkel határos. Lakosainak száma 2817 fő (2024).

## Népesség
A település népessége az elmúlt években az alábbi módon változott:
| Lakosok száma | 2883 | 2914 | 2934 | 2980 | 2976 | 2960 | 2903 | 2837 | 2808 | 2817 |
|               | 2001 | 2004 | 2006 | 2009 | 2011 | 2014 | 2016 | 2019 | 2021 | 2024 |